# Ipši
Ipši (wł. Ipsi) – wieś w Chorwacji, w żupanii istryjskiej, w gminie Oprtalj. W 2011 roku liczyła 17 mieszkańców.